# Tecapa
Tecapa is een stratovulkaan in het departement Usulután in El Salvador. De berg ligt ongeveer 20 kilometer ten westen van de stad San Miguel en is ongeveer 1593 meter hoog.
Ongeveer 18 kilometer naar het oosten ligt de vulkaan Chinameca.